# お星さまのレール
『お星さまのレール』（おほしさまのレール）は、女優の小林千登勢が戦中戦後の体験を綴り、1982年、金の星社より出版した日本の児童文学。および、それを原作としたアニメーション映画。

## あらすじ
時代は第二次世界大戦中。朝鮮の北、満州にほど近い鴨緑江河口の街・新義州で幸福に育った7歳の日本人の女の子・チコ（小林千登勢）。戦後のソ連軍進駐により、日本人への取り締まりが激化するなか、同じ境遇の多くの民間人とともに日本への逃避行を図る。 星をたよりに、38度線を目指して…。

## 登場人物
小林 千登勢（こばやし ちとせ）
本作の主人公。愛称はチコ。日本占領下の北朝鮮の新義州に住み、その後平壌に移住する。第二次世界大戦が終わり、ソ連軍に占領された後に日本に逃れ、成人してからは女優となる。
小林和彦（こばやし かずひこ）
千登勢の父。日本軍の新兵の一人。第二次世界大戦が始まると出征するが、戦場で体調を崩して家族の元に戻る。北朝鮮がソ連に占領された後、家族と共に日本に引き揚げる。
小林増子（こばやし ますこ）
千登勢の母。優しくて心配性の多い主婦。ソ連軍が北朝鮮を占領した後、和彦とチコとともに日本に引き揚げる。
小林三千代（こばやし みちよ）
千登勢の妹。愛称はミコ。いつも姉とほぼ同じことをしたいと思っている。作中で腸チフスにより亡くなる。
武（たけし）
千登勢の祖父、増子の父。平壌に住んでいる。ソ連が北朝鮮を占領したとき、朝鮮人であることを名乗って日本に逃れる。
重子（しげこ）
千登勢の祖母、増子の母。平壌に住んでいる。ソ連が北朝鮮を占領したとき、朝鮮人であることを名乗って日本に逃れる。
葉子（ようこ）
千登勢の叔母、増子の妹。平壌に住んでいる。ソ連が北朝鮮を占領したとき、朝鮮人であることを名乗って日本に逃れる。
お花（おはな）
小林家の女中である朝鮮人の若い女性、千登勢の友達。ある日、落ち込んでいた増子に呼び出されてチコのズボンを直し、針を抜き忘れたところ、チコ画を尻の針の上に座って怪我をする事故が起こり、その責任を問われ解雇される。
龍一 （ヨン・イル）
朝鮮人の少年。日本に土地を奪われたことを憎んでおり、土地を取り戻そうと必死に努力している。後に日本兵に殺される。

## アニメ映画
1993年07月10日に公開された共同組合全国映画センター制作の作品。主人公をはじめ、創氏改名をさせられた少年などが登場する等、原作との違いがある。
ビデオソフト（VHS）が存在していたが、現在は廃盤状態である。

### スタッフ
- 監督：平田敏夫
- 演出：滑川悟
- 企画：鹿本鬼助
- 製作総指揮：竹内守
- プロデューサー：大塚聡、堀有三
- コーディネーター：久保田正明(T&Kテレフィルム)
- 原作：小林千登勢
- 脚本：浦畑達彦、朝倉秀雄
- キャラクターデザイン:兼森義則
- 作画監督：君塚勝教
- 撮影：山口仁
- 美術：池田祐二
- 編集：尾形治敏
- 音楽：坂田晃一
- 製作：テレビ東京、パック・イン・ビデオ

### 声の出演
- チコ（千登勢）: 鷹森淑乃
- 和彦：田中秀幸
- 益子：潘恵子
- 武：緒方賢一
- ミコ（三千代）：坂本千夏
- 重子：鈴木れい子
- お花：丸尾知子
- 佐野：辻親八
- 林：梅津秀行
- 長老：茶風林
- 葉子：大野由佳
- 龍一：宮崎一成
- 初恵：根谷美智子
- 案内人：北島淳司
- 通訳：石井康嗣
- 駅員：伊藤栄次
- 由紀子：住友優子
- 将校：野村威温

### 主題歌
- 「夜空で星が生まれるように」 歌：益田宏美（現：岩崎宏美）

## 書籍
- 画：小林与志 ISBN 978-4-323-00570-6
- 画：小林与志 ISBN 978-4-323-01038-0
- 画：小林与志 ISBN 978-4-323-01858-4